# Sōbetsu
Sōbetsu (壮瞥町, Sōbetsu-chō) est un bourg du district d'Usu, situé dans la sous-préfecture d'Iburi, sur l'île de Hokkaidō, au Japon.

## Géographie

### Situation
Le bourg de Sōbetsu est situé au bord du lac Tōya, dans la sous-préfecture d'Iburi, sur l'île de Hokkaidō, au Japon.

### Démographie
Au 31 mars 2015, la population de Sōbetsu s'élevait à 2 676 habitants répartis sur une superficie de 205,01 km2.